# Prâlon
Prâlon [pʁalɔ̃] ist eine französische Gemeinde mit 97 Einwohnern (Stand: 1. Januar 2022) im Département Côte-d’Or in der Region Bourgogne-Franche-Comté (vor 2016 Bourgogne). Sie gehört zum Arrondissement Dijon und zum Kanton Talant.

## Geographie
Prâlon liegt etwa 21 Kilometer westlich von Dijon. Die Gemeinde wird umgeben von Mâlain im Norden und Osten, Sainte-Marie-sur-Ouche im Südosten, Agey im Süden, Mesmont im Westen sowie Savigny-sous-Mâlain im Nordwesten. 

## Bevölkerungsentwicklung
| Jahr                       | 1962 | 1968 | 1975 | 1982 | 1990 | 1999 | 2006 | 2013 | 2019 |
| Einwohner                  | 90   | 79   | 75   | 64   | 71   | 88   | 79   | 85   | 91   |
| Quellen: Cassini und INSEE |      |      |      |      |      |      |      |      |      |

## Sehenswürdigkeiten
- Église Notre-Dame-de-l’Assomption (Kirche Mariä Himmelfahrt)
- Ehemaliges Kloster Notre-Dame (Abbaye Notre-Dame-de-l’Assomption)

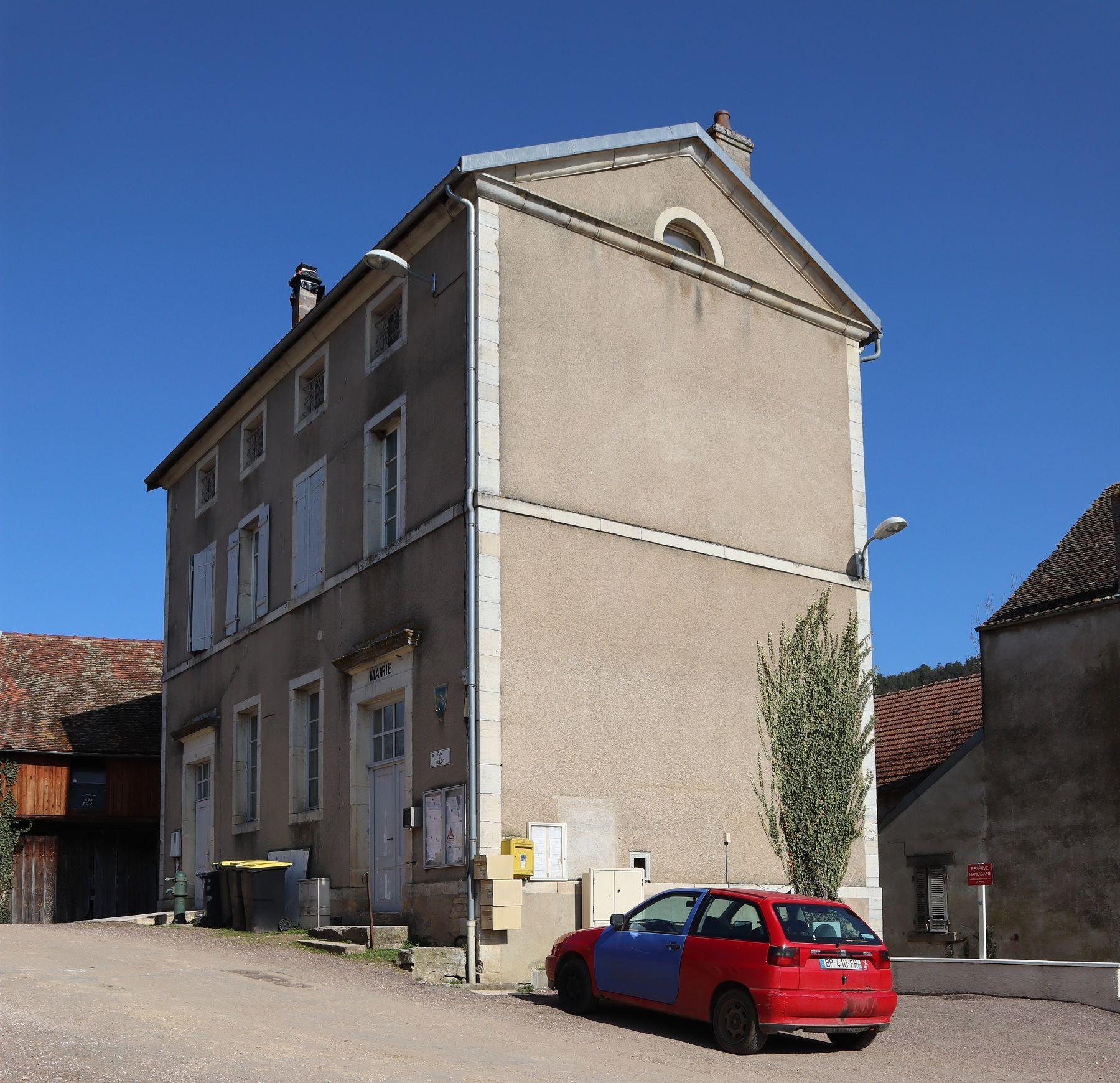
Mairie (Rathaus)
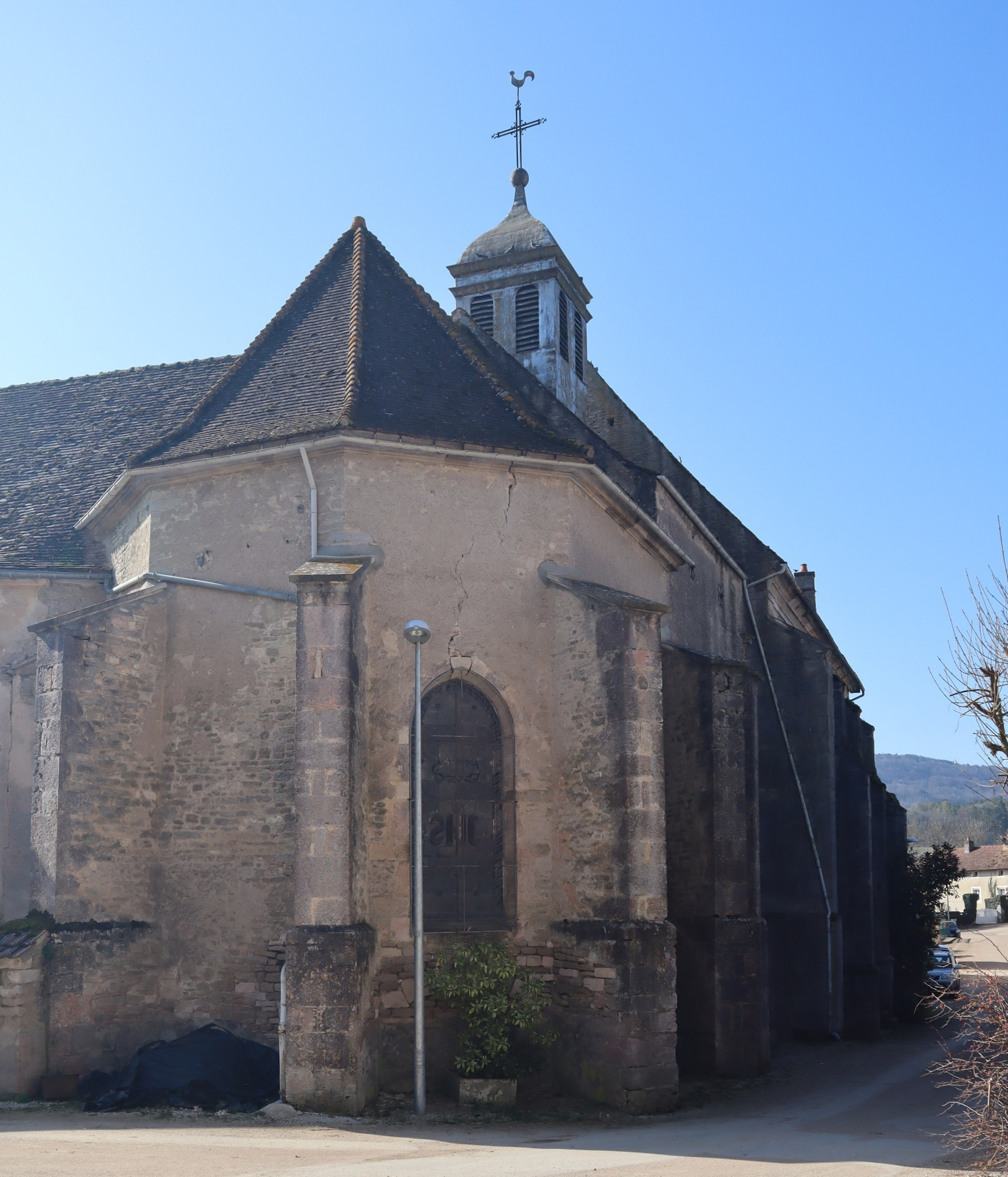
Église Notre-Dame-de-l’Assomption

## Verkehr
Am Südrand der Gemeinde verläuft die Autobahn A 38. Nächste Anschlussstellen sind 29 (Sombernon) und 30 (Pont-de-Pany).